# Verwaltungsgliederung der Republik Mordwinien
Die Republik Mordwinien im Föderationskreis Wolga der Russischen Föderation gliedert sich in 22 Rajons und einen Stadtkreis. Den Rajons sind insgesamt 17 Stadt- und 419 Landgemeinden unterstellt (Stand: 2010).

## Stadtkreise
| Stadtkreis | Einwohner | Fläche (km²) | Bevölkerungs- dichte (Ew./km²) | Stadt- bevölkerung | Land- bevölkerung | Weitere Orte                 | Anzahl städtischer Siedlungen | Anzahl ländlicher Siedlungen |
| ---------- | --------- | ------------ | ------------------------------ | ------------------ | ----------------- | ---------------------------- | ----------------------------- | ---------------------------- |
| Saransk    | 323.772   | 100          | 3238                           | 316.065            | 7.707             | Jalga, Luchowka, Nikolajewka | 4                             | 13                           |

## Rajons
| [ 3 ] | Rajon               | Einwohner | Fläche (km²) | Bevölkerungs- dichte (Ew./km²) | Stadt- bevölkerung | Land- bevölkerung | Verwaltungssitz     | Weitere Orte        | Anzahl Stadt- gemeinden | Anzahl Land- gemeinden |
| ----- | ------------------- | --------- | ------------ | ------------------------------ | ------------------ | ----------------- | ------------------- | ------------------- | ----------------------- | ---------------------- |
| 1     | Ardatow             | 28.350    | 1193         | 24                             | 14.307             | 14.043            | Ardatow             | Turgenewo           | 2                       | 28                     |
| 3     | Atjaschewo          | 19.476    | 1096         | 18                             | 5.907              | 13.569            | Atjaschewo          |                     | 1                       | 21                     |
| 2     | Atjurjewo           | 9.933     | 826          | 12                             | –                  | 9.933             | Atjurjewo           |                     | –                       | 13                     |
| 4     | Bolschije Beresniki | 13.572    | 958          | 14                             | –                  | 13.572            | Bolschije Beresniki |                     | –                       | 16                     |
| 5     | Bolschoje Ignatowo  | 8.439     | 834          | 10                             | –                  | 8.439             | Bolschoje Ignatowo  |                     | –                       | 13                     |
| 6     | Dubjonki            | 13.684    | 897          | 15                             | –                  | 13.684            | Dubjonki            |                     | –                       | 16                     |
| 9     | Insar               | 13.707    | 969          | 14                             | 8.522              | 5.185             | Insar               |                     | 1                       | 15                     |
| 10    | Itschalki           | 20.793    | 1256         | 17                             | –                  | 20.793            | Kemlja              |                     | –                       | 21                     |
| 7     | Jelniki             | 11.917    | 1056         | 11                             | –                  | 11.917            | Jelniki             |                     | –                       | 16                     |
| 11    | Kadoschkino         | 7.706     | 619          | 12                             | 4.644              | 3.062             | Kadoschkino         |                     | 1                       | 11                     |
| 13    | Kotschkurowo        | 10.640    | 816          | 13                             | –                  | 10.640            | Kotschkurowo        |                     | –                       | 13                     |
| 12    | Kowylkino           | 42.133    | 2016         | 21                             | 20.452             | 21.681            | Kowylkino           |                     | 1                       | 36                     |
| 14    | Krasnoslobodsk      | 26.521    | 1379         | 19                             | 10.331             | 16.190            | Krasnoslobodsk      |                     | 1                       | 22                     |
| 15    | Ljambir             | 32.883    | 852          | 39                             | –                  | 32.883            | Ljambir             |                     | –                       | 16                     |
| 16    | Romodanowo          | 20.347    | 821          | 25                             | 9.312              | 11.035            | Romodanowo          |                     | 1                       | 17                     |
| 17    | Rusajewka           | 65.724    | 1090         | 60                             | 47.485             | 18.239            | Rusajewka           |                     | 1                       | 21                     |
| 18    | Staroje Schaigowo   | 13.604    | 1419         | 10                             | –                  | 13.604            | Staroje Schaigowo   |                     | –                       | 27                     |
| 8     | Subowa Poljana      | 60.532    | 2710         | 22                             | 24.774             | 35.758            | Subowa Poljana      | Jawas, Potma, Umjot | 4                       | 27                     |
| 19    | Temnikow            | 17.391    | 1937         | 9                              | 7.242              | 10.149            | Temnikow            |                     | 1                       | 23                     |
| 20    | Tenguschewo         | 12.494    | 846          | 15                             | –                  | 12.494            | Tenguschewo         |                     | –                       | 15                     |
| 21    | Torbejewo           | 21.184    | 1129         | 19                             | 9.322              | 11.862            | Torbejewo           |                     | 1                       | 19                     |
| 22    | Tschamsinka         | 31.724    | 1010         | 31                             | 23.102             | 8.622             | Tschamsinka         | Komsomolski         | 2                       | 13                     |

Anmerkungen:
1. 1 2  Einwohnerzahlen vom 1. Januar 2010 (Berechnung)
2. ↑  Siedlungen städtischen Typs
3. ↑  Nummer des Rajons (in alphabetischer Reihenfolge der Namen im Russischen)
4. ↑  Siedlungen städtischen Typs bzw. Stadtgemeinden